# Limnoplana amara
Limnoplana amara is een platworm (Platyhelminthes). De worm is tweeslachtig. De soort leeft in het zoute water.
Het geslacht Limnoplana, waarin de platworm wordt geplaatst, wordt tot de familie Limnostylochidae gerekend. De wetenschappelijke naam van de soort werd voor het eerst geldig gepubliceerd in 1918 door Kaburaki.